# Matthias Mayer
Matthias Mayer (Afritz am See, 9. lipnja 1990.) umirovljeni je austrijski alpski skijaš, natjecatelj u brzim i tehničkim disciplinama. Bio je član je austrijske skijaške momčadi i osvajač tri zlatna odličja u spustu na Zimskim olimpijskim igrama 2014. u Sočiju te u superveleslalomu na ZOI 2018. i ZOI 2022. te bronce u spusti na ZOI 2022.
Rođen je u malom mjestu Afritz am See, u austrijskoj saveznoj državi Koruškoj. Od djetinjstva je počeo skijati u matičnom klubu SC Gerlitzen, čiji je i danas član.
Sin je austrijskoga skijaša Helmuta Mayera, olimpijskog i svjetskog doprvaka, koji mu je bio i prvi trener u đačkim danima.
Prvi nastup u Svjetskom skijaškom kupu ostvario je i talijanskom alpskom mjestu Sestriereu u veljači 2009. u utrci superveleslaloma (Super G-ija).
Nakon nekoliko plasmana u 10 najboljih, svoje prvo postolje u Svjetskom skijaškom kupu ostvario je u superveleslalomskoj utrci u Kitzbühelu krajem siječnja 2013. godine.
Osim juniorskog srebra iz formigal 2008. godine u superveleslalomu, olimpijsko zlato u spustu najveće je postignuće u njegovoj karijeri. Osvajanjem zlatnog odličja postao je sedmi Austrijanac u olimpijskoj povijesti kome je to pošlo za rukom u ovoj disciplini. Uz njega, srebro je osvojio Christof Innerhofer, a broncu  Kjetil Jansrud.
Od većih postignuća u Svjetskom kupu, ističu se brončano odličje u ukupnom poretku superveleslaloma 2013. i 2015., dok je 2014. bio ukupno četvrti.

## Postignuća

### Ukupni plasmani
Pregled ukupnih plasmana u natjecateljskim disciplinama u Svjetskom kupu:
| Sezona | Starost | Plasman | Slalom | Veleslalom | Super-G | Spust | Kombinacija |
| ------ | ------- | ------- | ------ | ---------- | ------- | ----- | ----------- |
| 2011.  | 20      | 150.    | —      | —          | 48.     | —     | —           |
| 2012.  | 21      | 50.     | —      | —          | 13.     | —     | 26.         |
| 2013.  | 22      | 17.     | —      | 39.        | 3.      | 25.   | 9.          |
| 2014.  | 23      | 9.      | —      | 44.        | 4       | 5.    | 11.         |
| 2015.  | 24      | 9.      | —      | 46.        | 3       | 4.    | 10.         |
| 2016.  | 25      | 57.     | —      | —          | 18.     | 34.   | —           |

### Postolja i pobjede
Matthias Mayer u Svjetskom skijaškom kupu ostvario je:
- 11 pobjeda (7 u spustu, 3 u superveleslalomu i 1 u alpskoj kombinaciji)
- 45 postolja (22 u spustu, 22 u superveleslalomu i 1 u alpskoj kombinaciji)

| Sezona | Nadnevak           | Mjesto                           | Disciplina | Plasman |
| ------ | ------------------ | -------------------------------- | ---------- | ------- |
| 2013.  | 25. siječnja 2013. | Kitzbühel, Austrija              | super-G    | 2.      |
| 2014.  | 1. prosinca 2013.  | Lake Louise, Kanada              | super-G    | 2.      |
| 2014.  | 1. ožujka 2014.    | Kvitfjell, Norveška              | spust      | 3.      |
| 2014.  | 2. svibnja 2014.   | Kvitfjell, Norveška              | Super-G    | 3.      |
| 2014.  | 12. ožujka 2014.   | Lenzerheide, Švicarska           | spust      | 1.      |
| 2015.  | 30. studenog 2014. | Lake Louise, Kanada              | super-G    | 2.      |
| 2015.  | 28. prosinca 2014. | Santa Caterina, Italija          | spust      | 2.      |
| 2015.  | 23. siječnja 2015. | Kitzbühel, Austria               | Super-G    | 2.      |
| 2015.  | 21. veljače 2015.  | Saalbach, Austrija               | spust      | 1.      |
| 2015.  | 22. veljače 2015.  | Saalbach, Austrija               | super-G    | 1.      |
| 2015.  | 28. veljače 2015.  | Garmisch-Partenkirchen, Njemačka | spust      | 3.      |
| 2016.  | 29. studenog 2015. | Lake Louise, Kanada              | super-G    | 2.      |
| 2017.  | 20. siječnja 2017. | Kitzbühel, Austrija              | super-G    | 1.      |

## Vanjske poveznice
- Matthias Mayer na stranicama Svjetskog skijaškog saveza (engl.)
- Matthias Mayer na stranicama skijaške baze podataka ski-db.com (engl.)
- Matthias Mayer  Arhivirana inačica izvorne stranice od 13. travnja 2014. (Wayback Machine), olimpijski rezultati na sports-reference.com (engl.)
- Matthias Mayer  Arhivirana inačica izvorne stranice od 23. veljače 2015. (Wayback Machine) na stranicama austrijske sikajške momčadi (Ski Austria) (njem.)
- Službene stranice - matthiasmayer.at  Arhivirana inačica izvorne stranice od 24. veljače 2021. (Wayback Machine) (njem.)